# Viola volcanica
Viola volcanica là một loài thực vật có hoa trong họ Hoa tím. Loài này được Gillies ex Hook. & Arn. miêu tả khoa học đầu tiên năm 1833.